# Diócesis de Molegbe
La diócesis de Molegbe (en latín: Dioecesis Molegbensis y en francés: Diocèse de Molegbe) es una circunscripción eclesiástica de la Iglesia católica en la República Democrática del Congo. Se trata de una diócesis latina, sufragánea de la arquidiócesis de Mbandaka-Bikoro. Desde el 14 de noviembre de 2009 su obispo es Dominique Bulamatari.

## Territorio y organización
La diócesis tiene 79 000 km² y extiende su jurisdicción sobre los fieles católicos de rito latino residentes en parte de los territorios de Bosobolo, Mobayi-Mbongo y Businga en la provincia de Ubangi del Norte, y parte de los territorios de Gemena, Libenge y Kungu en la provincia de Ubangi del Sur.
La sede de la diócesis se encuentra en la comuna de Molegbe (de la ciudad de Gbadolite), en donde se halla la Catedral de San Antonio de Padua.
En 2021 en la diócesis existían 24 parroquias.

## Historia
La prefectura apostólica de la Ubanghi Belga fue erigida el 7 de abril de 1911 con el decreto Ut ad regiones de la Congregación de Propaganda Fide, tomando su territorio del vicariato apostólico del Congo Belga (hoy arquidiócesis de Kinsasa).
El 28 de enero de 1935, la prefectura apostólica fue elevada a vicariato apostólico con la bula Quaevis inter infideles del papa Pío XI.
El 10 de noviembre de 1959, a raíz de la bula Cum parvulum del papa Juan XXIII, el vicariato apostólico fue elevado a diócesis y asumió su nombre actual.

## Estadísticas
Según el Anuario Pontificio 2022 la diócesis tenía a fines de 2021 un total de 944 440 fieles bautizados.
| Año                                                                             | Población            | Población | Población      | Sacerdotes | Sacerdotes    | Sacerdotes    | Bautizados por sacerdote | Diáconos permanentes | Religiosos | Religiosos | Parroquias |
| Año                                                                             | Bautizados católicos | Total     | % de católicos | Total      | Clero secular | Clero regular | Bautizados por sacerdote | Diáconos permanentes | Varones    | Mujeres    | Parroquias |
| ------------------------------------------------------------------------------- | -------------------- | --------- | -------------- | ---------- | ------------- | ------------- | ------------------------ | -------------------- | ---------- | ---------- | ---------- |
| 1950                                                                            | 95 121               | 500 000   | 19.0           | 39         | 1             | 38            | 2439                     |                      | 77         | 32         |            |
| 1970                                                                            | 263 268              | 600 000   | 43.9           | 66         | 11            | 55            | 3988                     |                      | 73         | 83         | 4          |
| 1980                                                                            | 360 230              | 877 000   | 41.1           | 58         | 10            | 48            | 6210                     |                      | 68         | 82         | 22         |
| 1990                                                                            | 695 228              | 1 148 949 | 60.5           | 62         | 24            | 38            | 11 213                   |                      | 115        | 60         | 21         |
| 1997                                                                            | 1 879 566            | 3 761 732 | 50.0           | 61         | 39            | 22            | 30 812                   |                      | 32         | 66         | 22         |
| 2013                                                                            | 2 148 000            | 4 560 000 | 47.1           | 56         | 42            | 14            | 38 357                   |                      | 54         | 90         | 23         |
| 2016                                                                            | 857 763              | 1 596 214 | 53.7           | 71         | 44            | 27            | 12 081                   |                      | 58         | 93         | 24         |
| 2019                                                                            | 897 914              | 1 668 172 | 53.8           | 65         | 40            | 25            | 13 814                   |                      | 58         | 84         | 24         |
| 2021                                                                            | 944 440              | 1 773 900 | 53.2           | 76         | 51            | 25            | 12 426                   |                      | 49         | 85         | 24         |
| Fuente: Catholic-Hierarchy, que a su vez toma los datos del Anuario Pontificio. |                      |           |                |            |               |               |                          |                      |            |            |            |

## Episcopologio
- Fulgenzio da Gerard-Montes, O.F.M.Cap. † (1911-1930?)
- Basile Octave Tanghe, O.F.M.Cap. † (16 de octubre de 1931-13 de diciembre de 1947 falleció)
- Jean Ghislain Delcuve, O.F.M.Cap. † (10 de junio de 1948-13 de noviembre de 1958 renunció)
- Léon Théobald Delaere, O.F.M.Cap. † (13 de noviembre de 1958-3 de agosto de 1967 renunció[nota 1])
- Joseph Kesenge Wandangakongu † (5 de septiembre de 1968-18 de octubre de 1997 renunció)
- Ignace Matondo Kwa Nzambi, C.I.C.M. † (27 de junio de 1998-23 de mayo de 2007 retirado)
- Dominique Bulamatari, desde el 14 de noviembre de 2009